# Bilaspur (Bundesstaat)
Bilaspur (Hindi बिलासपुर) war ein Bundesstaat in Indien, der von 1948/1950 bis 1954 existierte.

## Geschichte
Vorläufer des Bundesstaates Bilaspur war der Fürstenstaat Bilaspur. Nach der Unabhängigkeit Indiens und Pakistans 1947 entschied sich der regierende Raja Anand Chand zum Anschluss seines Landes an Indien. Das instrument of accession wurde am 12. Oktober 1948 rechtskräftig, Bilaspur wurde zunächst in eine Provinz und nach Inkrafttreten der Verfassung der Republik Indien am 26. Januar 1950 in einen „Klasse C“-Bundesstaat umgewandelt und die bisherige Regierung des Rajas wurde durch einen von der indischen Regierung ernannten Chief Commissioner abgelöst. Der Raja hatte sich erfolgreich gegen einen Anschluss seines Fürstentums an das benachbarte Himachal Pradesh bzw. an den Punjab gewehrt. Beide Nachbarstaaten erhoben Anspruch auf Bilaspur. Bilaspur war der mit Abstand kleinste unter den 27 damaligen Bundesstaaten.

Entwicklung der Bundesstaaten im Nordwesten Indiens 1951–1966

Eine wesentliche Rolle bei dem Umstand, dass Bilaspur als separater zentral administrierter Staat bestehen blieb, spielte wohl die geplante Bhakra-Talsperre. Schon seit mindestens den 1930er Jahren hatte es konkrete Pläne gegeben, einen großen Staudamm in Bilaspur zu bauen, um den Satluj aufzustauen und damit elektrische Energie und ein Wasserreservoir für die Bewässerung umliegender Gebiete zu gewinnen.
Seit 1948 hatten die Bauarbeiten an der Bhakra-Talsperre in Bilaspur begonnen, die über Jahre hinweg eines der größten Bauprojekte Indiens war. Das Projekt machte Bevölkerungsumsiedlungen größeren Ausmaßes notwendig und größere Teile des Staates Bilaspur, darunter die gleichnamige Hauptstadt, verschwanden in einem riesigen Stausee. Auf einer Konferenz der daran beteiligten Bundesstaaten Rajasthan, Punjab, PEPSU und Himachal Pradesh wurde am 28. August 1952 schließlich der Beschluss gefasst, den Bundesstaat Bilaspur aufzulösen und an Himachal Pradesh anzugliedern.
Am 1. Juli 1954 wurde der Bundesstaat Bilaspur mit Inkrafttreten des Himachal Pradesh And Bilaspur (New State) Act, 1954 offiziell an den Bundesstaat Himachal Pradesh angegliedert. In der Rajya Sabha, dem „Staatenhaus“ erhielt Himachal Pradesh eine Stimme (zuvor hatten Bilaspur und Himachal Pradesh eine Stimme zusammen) und den einen zusätzlichen Wahlkreis, den Bilaspur zuvor gehabt hatte (damit insgesamt 3 statt bisher 2) für die Lok Sabha, dem direkt gewählten „Volkshaus“ des indischen Parlaments.
Bei der gesamtindischen Wahl 1951/52 – der einzigen, an der Bilaspur als Bundesstaat teilnahm – wurde der ehemals regierende Raja Anand Chand als unabhängiger Kandidat ohne Gegenkandidat in die Lok Sabha gewählt.